# 东乡区
东乡区是中华人民共和国江西省抚州市所辖的一个区、位於江西省東部，地處贛東丘陵與鄱陽湖平原過渡地帶，東鄰鷹潭市餘江區，南連金溪縣、臨川區，西接臨川區、進賢縣，北與餘干縣交界，區政府駐孝岗镇。

## 历史沿革
明正德七年（1512年）析临川县的东部置东乡县。
2016年12月26日根据江西省人民政府公报对外公布关于调整抚州市部分行政区划的通知，撤销东乡县，设立抚州市东乡区，原东乡县的行政区域为东乡区的行政区域。东乡区政府于2017年3月6日正式挂牌成立.

## 行政区划
东乡区下辖1个街道办事处、9个镇、4个乡：
金峰街道、孝岗镇、小璜镇、圩上桥镇、马圩镇、詹圩镇、岗上积镇、杨桥殿镇、黎圩镇、王桥镇、珀玕乡、邓家乡、虎圩乡、瑶圩乡、红星垦殖场、红光垦殖场、红亮垦殖场、甘坑林场和东乡县经济开发区。

## 人口
2020年末，東鄉區户籍總人口為48.24萬人，比2019年末減少2409人，其中城鎮人口27.28萬人，鄉村人口20.96萬人。全年出生人口4650人，其中男嬰2495人，女嬰2155人；死亡人口4739人，其中男性2660人，女性2079人。

## 地理
东乡区位于抚州市东北。地处赣东丘陵与鄱阳湖平原的过渡地带，地势平坦，多为缓坡丘陵。

## 重大事故
- 2010年沪昆铁路列车脱轨事故。亡19人，傷71人

## 交通

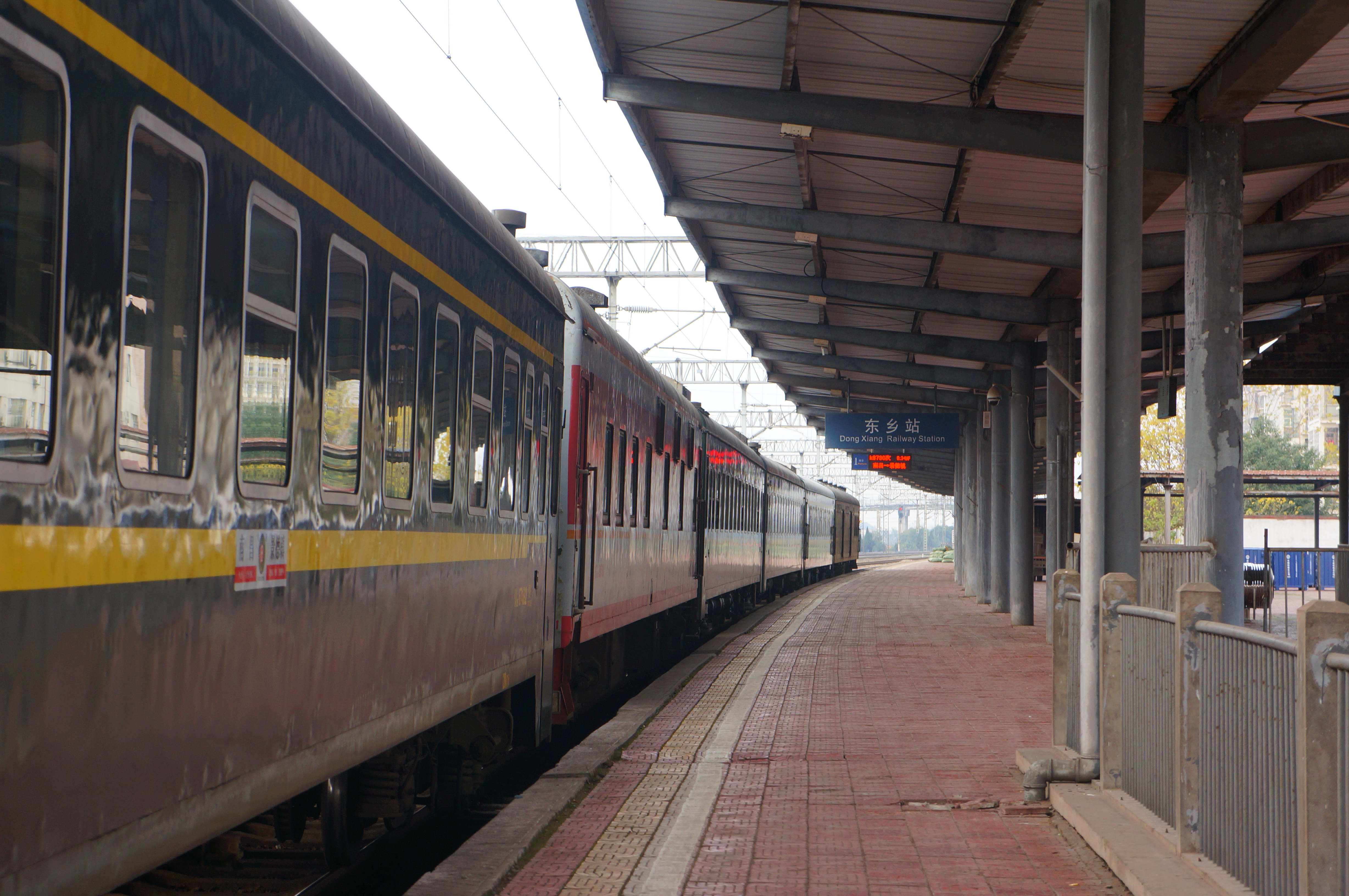
东乡站1站台

- 沪昆铁路东乡站
- 沪昆客运专线抚州东站
- 320国道
- 沪昆高速
- 沪昆高速铁路
- 208省道

## 经济
- 东乡铜矿

## 风景名胜
- 王安石故居
- 舒同博物馆

## 历代名人
王安石
舒同